# Цикл о капитане Джеке Обри и докторе Стивене Мэтьюрине
Цикл книг английского писателя Патрика О’Брайана о приключениях капитана Джека Обри и его друга, корабельного врача Стивена Мэтьюрина. Как пишет сам автор в предисловии, он, создавая цикл, старался твёрдо придерживаться исторических фактов, в то же время не сдерживая свою творческую фантазию. Например, Джеку Обри приписываются подвиги, действительно совершённые, но множеством капитанов, на разных кораблях, в разное время. Таким образом, образ Джека является собирательным. Кроме того, в романах О’Брайана имеется «уплотнение времени»: действие пятнадцати романов, начиная с «Острова Отчаяния» и заканчивая Blue at the Mizzen происходят между 1812 и 1814, что, учитывая постоянные перемещения героев по различным точкам земного шара на парусных кораблях, невозможно физически.
Книги цикла изобилуют морской терминологией, что представляет для неискушённого читателя известную трудность. По большей части все походы и бои кораблей, описанные в книгах, чётко привязаны к географическим и навигационным ориентирам.
Главные персонажи цикла: лейтенант (впоследствии — капитан первого ранга и адмирал) Джек Обри и доктор Стивен Мэтьюрин встречаются на музыкальном рауте весной 1800 года. Кроме того, из романа в роман, упоминаются и другие члены команды: мичманы Бабингтон, Пуллингс и Моуэт, капитанский стюард Киллик, старшина рулевых Бонден и другие.
В 2003 году по мотивам некоторых книг цикла был снят фильм «Хозяин морей: на краю земли» с Расселом Кроу в роли капитана Обри и Полом Беттани в роли доктора Мэтьюрина.

## Книги
На русском языке в настоящее время официально изданы первая, вторая и десятая книги серии. Кроме того существуют неофициальные переводы третьей, четвёртой, пятой, шестой, седьмой, восьмой, девятой, одиннадцатый, двенадцатой, тринадцатой, четырнадцатой и пятнадцатой книг.
| №  | Перевод                                                       | Название                                   | Год  | Аннотация |
| -- | ------------------------------------------------------------- | ------------------------------------------ | ---- | --- |
| 1  | «Хозяин морей. Командир и штурман» Переводчик: Кудряшов Н. К. | Master and Commander                       | 1970 | 1800—1801 годы. Средиземное море. Лейтенант Джек Обри знакомится с доктором Стивеном Мэтьюрином. 1 апреля 1800 года Джек получает свой первый корабль «Софи» (HMS «Sophia»). Действие начинается в Порт Маоне, на острове Менорка (Балеарские острова). Начав с охраны конвоев, Джек вышколил команду и занялся крейсерством, разрушая французскую и испанскую морскую торговлю. Захватив несколько призов, Джек становится знаменит. Скоро за ним гоняются и французы и испанцы. Купцы в складчину даже наняли для расправы над его «Софи» фрегат-шебеку «Какафуэго» («Cacafuego»). В книге упоминаются береговые ориентиры: - Порт Маон (в переводе Порт Магон — Port Mahon) 39°53′18″ с. ш. 4°15′51″ в. д., - мыс Нао 38°43′56″ с. ш. 0°13′50″ в. д., - береговая батарея в деревне Альморайя (современное название Морайя) 38°41′15″ с. ш. 0°07′57″ в. д., - остров Дракона (Sa Dragonera) 39°35′04″ с. ш. 2°19′00″ в. д., - город Сьюдаделла 39°59′56″ с. ш. 3°49′39″ в. д., - город Барселона 41°22′56″ с. ш. 2°10′59″ в. д., - мыс Роч (cape Roig) 40°49′26″ с. ш. 0°44′26″ в. д., - мыс Кабрита 36°04′52″ с. ш. 5°25′16″ з. д., - мыс Гибралтар 36°08′03″ с. ш. 5°21′47″ з. д.. В книге глазами капитана Джека Обри описываются два сражения: Альхесираский бой, произошедший 6 июля 1801 года, и Гибралтарское ночное сражение, состоявшееся в ночь с 12 на 13 июля 1801 года. |
| 2  | «Капитан первого ранга» Переводчик: Кудряшов Н. К.            | Post Captain                               | 1972 | События в книге начинаются 30 марта 1802 года, через три дня после подписания (27 марта 1802 г.) Амьенского мира между Францией и Великобританией. Джек и Стивен знакомятся с Софи Уильямс и Дианой Вильерс, двоюродными сёстрами. У них завязываются непростые отношения, поскольку Стивен полюбил Диану, а Джек готов обручиться с Софи. Однако Диана ещё та штучка — не отвергая любви Стивена, у него на глазах крутит роман с Джеком. Друзья узнают о своём банкротстве и вынуждены спасаться бегством от кредиторов. Цель их путешествия остров Поркероль, однако добраться туда им не суждено. В Тулоне они узнают о начавшейся войне. Чтобы не попасть в плен, Джек переодевается медведем, а Стивен изображает его одноглазого поводыря. Оба пешком пробираются в Гибралтар, где, сев на судно Ост-Индской компании, отправляются в Англию. Добравшись туда не без приключений (попав в плен и освободившись из него) Джек получает под командование экспериментальный шлюп «Поликрест» (HMS «Polychrest»). «Поликрест» затонул 14 сентября 1804 года после сражения на рейде Шолье. Результатом этого сражения стал захват корвета «Фанчулла» и попутно уничтожение маломерного флота, дислоцировавшегося на рейде. Джеку Обри присваивают звание «Post Captain» и назначают на временную должность капитана фрегата «Резвый» (HMS «Lively»). В книге упоминаются ориентиры: - город Вулхэмтон (Woolhampton) 51°23′51″ с. ш. 1°10′42″ з. д. - город Марстон (Marston) 51°18′40″ с. ш. 2°02′57″ з. д. - город Тулон (Toulon) 43°07′24″ с. ш. 5°55′43″ в. д. - остров Поркероль 42°59′53″ с. ш. 6°12′23″ в. д. - город Каркасон (Carcassonne) 43°12′24″ с. ш. 2°21′49″ в. д. - порт Ла-Корунья(La Coruña) 43°21′58″ с. ш. 8°24′33″ з. д. - город Дил (Deal) 51°13′25″ с. ш. 1°24′16″ в. д. - мыс Гри-Не (Cap Gris-Nez) 50°52′17″ с. ш. 1°34′59″ в. д. - мыс Дандженесс (Cap Dungeness) 50°55′03″ с. ш. 0°58′25″ в. д., - мыс Пеньяс (Cabo Peñas)43°39′32″ с. ш. 5°50′33″ з. д. - город Этапль (Étaples) 50°30′54″ с. ш. 1°38′20″ в. д. - город Аббеви́ль (Abbeville) 50°06′19″ с. ш. 1°49′58″ в. д. Рейда Шолье не существует, как не существует реки Риль, острова Иль-Сен-Жак, мыса Пуэн-Нуар, Пушки, обоих Наковален, Холма Моргана — похоже, это художественный вымысел автора. Он поместил рейд Шолье на французском побережье Ла-Манша между городами Этапль и Аббевиль. Небольшое сходство с этим вымышленным топонимом есть у эстуария реки Оти 50°22′09″ с. ш. 1°36′09″ в. д. |
| 3  | «Фрегат Его Величества „Сюрприз“» Любительский перевод.       | HMS Surprise                               | 1973 | 1804. Имя доктора Мэтьюрина, в результате ротозейства нового Первого лорда Адмиралтейства, оглашается на публичных слушаниях. Это означает огромную угрозу разведывательной операции, которую доктор готовил долгие годы. Тем не менее, доктор решает рискнуть и отправляется на Менорку. По плану этой операции Джеку Обри на фрегате «Резвый» поручено тайно забрать доктора с острова. Но операция терпит крах: доктора хватает французская контрразведка и применяет «допрос третьей степени», а попросту пытки. Узнав об аресте друга, Джек Обри во главе экипажа «Резвого» спешно готовит налёт на домик коменданта порта, где содержится пленный доктор. Операция проходит успешно, доктор спасён, а Джеку приходится попрощаться с «Резвым». Взамен Обри дают старый небольшой фрегат «Сюрприз». Задание у Джека простое: доставить английского посла мистера Стэнхоупа к султану Кампонга. К сожалению, в море мистер Стэнхоуп умирает от тропической лихорадки. Джек поворачивает «Сюрприз» обратно. Он встречает Китайский конвой, составляющий разношёрстную компанию судов Ост-Индской компании, перевозящий товаров больше, чем на шесть миллионов фунтов стерлингов — лакомый кусок для любого корсара. К сожалению, в этих водах появляется старый знакомый Джека Обри, адмирал Линуа (тот самый, который в Средиземном море взял в плен Джека и его кораблик «Софи»). Теперь «Сюрприз» — единственный военный корабль, стоящий между Китайским конвоем и отрядом из четырёх хищных французских кораблей. В книге упоминаются ориентиры: - Мыс Сисье (Cap Sicie)43°02′49″ с. ш. 5°51′30″ в. д., - и полуостров Гиень (Giens) 43°02′19″ с. ш. 6°07′45″ в. д. — места крейсирования эскадры фрегатов, заперших французскую эскадру в районе Тулона. - Мыс (судя по контексту, Мыс Доброй надежды) 34°21′33″ ю. ш. 18°28′21″ в. д.. - Бомбей, современное название Мумбаи (Mumbai) 19°02′59″ с. ш. 72°52′49″ в. д.. - Калькутта (Kolkata) 22°48′00″ с. ш. 88°22′00″ в. д.. - точка с координатами 5°13′00″ ю. ш. 103°37′01″ в. д. — впрямую указана в книге. В этой точке Стивен потребовал от Джека высадить его на твёрдую землю, поскольку состояние посла, мистера Стэнхоупа вызывало крайнюю тревогу. - город Бенкулен (Benqulu)3°47′31″ ю. ш. 102°15′22″ в. д. — город на юго-западном берегу Сумматры. Джек не дошёл до него, повернув обратно, поскольку скончался посол.                                                                                                |
| 4  | «Миссия на Маврикий»                                          | The Mauritius Command                      | 1977 | 1810. Обри получает приказ отбить у французов острова Маврикий и Реюньон в Индийском океане. Сюжет книги основан на боевых подвигах адмирала Джозайи Роули. |
| 5  | «Остров Отчаяния»                                             | Desolation Island                          | 1978 | 1812. H.M.S Leopard под командованием капитана Джека Обри должен доставить партию каторжников в Австралийские колонии Британии. |
| 6  | «Военная фортуна»                                             | The Fortune of War                         | 1979 | 1812. Обри и Мэтьюрин попадают в плен к американцам. В Бостоне Мэтьюрин вновь встречается с любовью всей своей жизни Дианой Вилльерс и делает ей предложение. |
| 7  | «Помощник хирурга»                                            | The Surgeon’s Mate                         | 1980 | У Мэтьюрина новое задание, на этот раз на Балтике. Доставить его туда, разумеется, поручено капитану Обри. |
| 8  | «Миссия в Ионическом море»                                    | The Ionian Mission                         | 1981 | Наши герои возвращаются на Средиземное море, туда, где произошло их знакомство. Теперь они уже ветераны многих битв, а Джек Обри командует линейным кораблём, задействованным в блокаде Тулона. От рутины блокадной жизни их спасает секретная и опасная миссия на острова Греческого архипелага. |
| 9  | «Гавань измены»                                               | Treason’s Harbour                          | 1983 | Действие данного романа развивается частью на острове Мальта, частью в коварных, кишащих пиратами водах Красного моря. |
| 10 | «На краю земли»                                               | The Far Side of the World                  | 1984 | Герои держат курс на мыс Горн, где им предстоит сразиться с американским фрегатом, терроризирующим английских китобоев Экранизация «Хозяин морей: На краю Земли» (в фильме фрегат — французский). |
| 11 | «Обратная сторона медали»                                     | The Reverse of the Medal                   | 1986 | Возвратившись домой после удачного плавания, Джек Обри пытается устроить дела на берегу. От своего друга он получает предложение вложить деньги в одно предприятие. Откуда он мог знать, что в результате этого поступка он окажется вовлечённым в сети опасного антиправительственного заговора? |
| 12 | «Каперский патент»                                            | The Letter of Marque                       | 1988 | Капитан Обри исключён из списка капитанов флота за преступление, которого он не совершал. Стивен Мэтьюрин приобретает для него его старый корабль — «Сюрприз» и оформляет каперское свидетельство. Вместе друзья бросаются в отчаянную вылазку к французским берегам. |
| 13 | «Салют из тринадцати орудий»                                  | The Thirteen-Gun Salute                    | 1989 | Наши герои держат путь в Южно-Китайское море. Стивен Мэтьюрин получил секретное задание воспрепятствовать достижению договорённости между малайскими раджами и Наполеоном, что поставит под угрозу английскую восточную торговлю. |
| 14 | «Мускат утешения»                                             | The Nutmeg of Consolation                  | 1991 | После крушения корабля «Диана» наши герои оказываются на необитаемом острове в голландской Ост-Индии. Только невероятная изобретательность Стивена Мэтьюрина позволяет им выбраться с острова и продолжить выполнение своей миссии. |
| 15 | «Кларисса Оукс (Настоящая любовь)»                            | Clarissa Oakes (The Truelove)              | 1993 | Аборигены Сандвичевых островов захватили английское китобойное судно. Джек Обри получает приказ восстановить порядок в отдалённом краю Британской империи. |
| 16 | «Море цвета Тёмного вина»                                     | The Wine-Dark Sea                          | 1993 | Преследуя в водах Южного океана американское приватирское судно, «Сюрприз» сталкивается с редчайшим природным явлением: «винноцветное» море предвещает скорое извержение подводного вулкана… |
| 17 | «Командор»                                                    | The Commodore                              | 1995 | Вернувшись домой после смертельно опасных приключений в Южном океане, доктор Мэтьюрин обнаруживает, что его маленькая дочь тяжело больна, а жена Диана пропала. Большая часть книги посвящена событиям на суше, но всё же и здесь нашим героям предстоит совершить дальнее плавание и пережить немало приключений… |
| 18 | «Желтый Адмирал»                                              | The Yellow Admiral                         | 1996 | 1814 г. Дела Джека Обри идут не блестяще. Его преследуют неудачи в его предприятиях как на суше, так и на море. За нарушение приказа ему грозит изгнание из флота. Кроме прочего, война с Наполеоном окончена. Спасением для Джека становится новая идея доктора Мэтьюрина отправится в Чили, которому позарез нужны морские офицеры. Но тут приходит весть о бегстве Наполеона с Эльбы… |
| 19 | «Сто Дней»                                                    | The Hundred Days                           | 1998 | Наполеон торопится разгромить англичан и пруссаков до подхода союзников: русских и австрийских войск. Задержать их может выступление может вмешательство исламских сил, собравшихся на Балканах. Решающую роль должен сыграть приход «золотого» каравана шейха Ибн-Хазма, перехватить который и должны наши герои. |
| 20 | «Синий на Бизани»                                             | Blue at the Mizzen                         | 1999 | Наполеон разбит при Ватерлоо. Мир означает для Джека Обри крушение его карьерных планов. Он возрождает старый план и отправляется помогать Чили завоёвывать независимость. |
| 21 | «Последнее незаконченное путешествие Джека Обри»              | The Final Unfinished Voyage of Jack Aubrey | 2004 | Оставшаяся неоконченной двадцать первая книга о приключениях Джека Обри и Стивена Мэтьюрина. |